# Упканкуль
Упканку́ль (рос. Упканкуль, башк. Упҡанкүл) — присілок у складі Аскінського району Башкортостану, Росія. Входить до складу Євбуляцької сільської ради.
Населення — 404 особи (2010; 508 у 2002).
Національний склад:
- башкири — 98 %